# 郝家府站

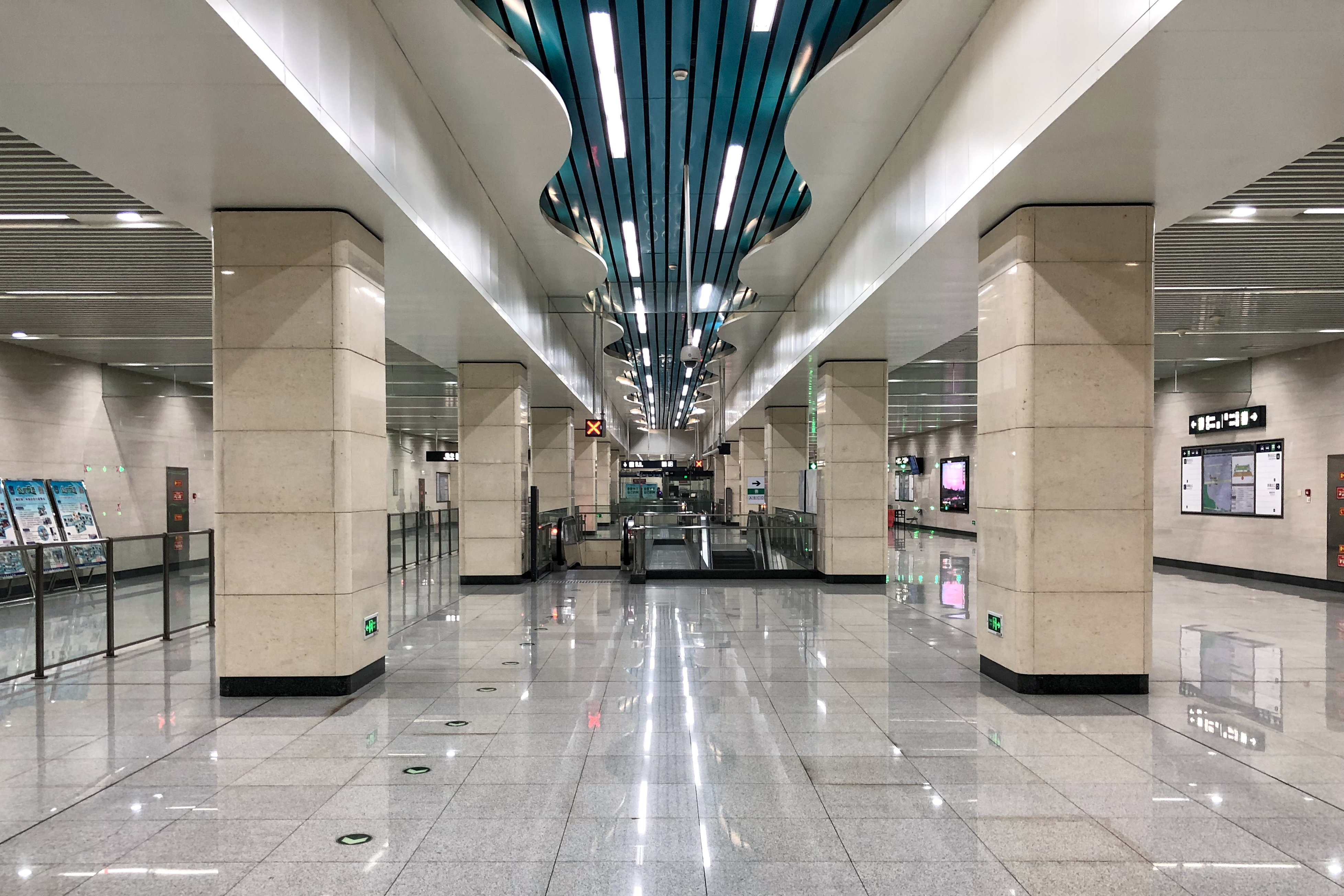
郝家府站站厅（2019年1月摄）

郝家府站是一个位于中国北京市通州区潞源街道郝家府村运河东大街、临镜路交叉口，属于北京地铁6号线的地铁车站。2014年12月28日随6号线二期开通一同投入使用。

## 位置
郝家府站位于北京城市副中心行政办公区，北运河东岸，东六环路（南北向）与运河东大街（东西向）交汇处东侧，北京城市副中心行政办公区西侧，呈东西向布置。原郝家府村则因明代一名郝姓宦官在北运河畔圈地建设的宅园而得名。

## 结构

### 车站楼层
郝家府站为地下二层车站，岛式站台设计，明挖法施工。
| 地面层          | 街道                    | A—D出入口                        |
| 地下一层 站厅层 | 站厅                    | 客务中心、自动售票机、进出站闸机 |
| 地下二层 站台层 |                         | █ 6号线往金安桥（北运河东）      |
| 地下二层 站台层 | 岛式站台，左側開门      |                                  |
| 地下二层 站台层 | █ 6号线往潞城（东夏园） |                                  |

### 车站艺术
郝家府站站台层顶部装饰有象征长江的青绿色饰带。车站大堂内设有李林琢、田鲁、李菁创作的壁画《水光鹅影》。

## 出入口
|                       |                    |                                                          |      |                |
| 编号                  | 指示               | 建议前往的目的地                                         | 图片 | 无障碍设施图片 |
| 出口 · A · 升降机标志 | 拥翠东路           |                                                          |      |                |
| 出口 · B              | 运河东大街，临镜路 | 北京市人民政府、北京市财政局、北京市规划和自然资源委员会 |      | 不適用         |
| 出口 · C · 升降机标志 | 运河东大街，临镜路 | 中共北京市委、郝家府村村委会                             |      |                |
| 出口 · D              | 运河东大街         |                                                          |      | 不適用         |
| 註： 設有             |                    |                                                          |      |                |

## 历史
郝家府站于2012年11月开工，2014年10月24日通过工程验收。2017年10月11日起，本站因站外的运河东大街道路扩宽、抬高而临时封闭，以改造B、C、D三个出入口、两组风亭、两组安全通道、一组冷却塔，此后封闭时间两度延长，最终于2018年11月9日恢复运营。